# المثوى العام
المثوى العام (بالإنجليزية: The Boarding House)‏ قصة قصيرة من تأليف الكاتب الأيرلندي جيمس جويس. نُشِرَت القصة للمرة الأولى في عام 1914 مُضمَّنة في مجموعة جويس القصصية «ناس من دبلن» (Dubliners).

## القصة
تبدأ القصة في نزلٍ تديره السيدة موني، التي انفصلت من زوجها الجزار بعد أن أدمن الكحول وهدَّد بضربها بالساطور، وهي الآن تدير مثوى عاماً للعاملين والمسافرين. في النزل تقوم ابنتها «بولي» بتسلية الزبائن في ليالي الأحد بالغناء ومغازلتهم، وتعلم السيدة موني لاحقاً أنَّ ابنتها في علاقة مع السيد موران، وهو رجل في الثلاثينيات من عمره يعمل في مكتب صانع خمور كاثوليكي، وعندما يبدأ الناس في الحديث عن علاقتهما الغرامية تتدخل أمُّها وتضع حداً للعلاقة العابرة. ثُمَّ ينقطع السرد ليقفز إلى السيدة موني وهي تطلب من السيد موران أن يتزوَّج بولي قبل أن يتفشَّى خبر علاقتهما. تنتقل القصة بعد ذلك إلى دوران وهو يفكِّر في توتر عن فقدانه لوظيفته واستيائه من أسلوب الفتاة البذيء وكونها من الطبقة الدنيا. عندما تعلم بولي بما قامت به أمها تثور في رفض واحتجاج، ونعلم من ذكريات موران أنَّها كانت تستخف بهذه العلاقة ولم تأخذها على محمل الجد. وتنتهي القصة بالسيدة موني تستدعي بولي وتخبرها أن السيد موران في الأسفل ويودُّ محادثتها.